# Островен замък в Тракай
Вижте пояснителната страница за други значения на Замък Тракай.
Островният замък в Тракай (на литовски: Trakų salos pilis) се намира в гр. Тракай, Литва на един остров в езерото Галве. Замъкът понякога е наричан „малкият Мариенбург“.
Сроежът му започва през 14 век при управлението на княз Кейстутис. Към 1409 г. основната част от работата по него е завършена при сина му Витаутас, който почива тук през 1430 г.
Тракай е един от центровете на Великото литовско княжество, поради което е имал голямо стратегическо значение.

## Строеж

### Първи период
Островният замък в Тракай е построен на няколко фази. По време на първия период, през втората половина на 14 век, замъкът е построен на най-големия от трите острова в езерото по заповед на княз Кейстутис. Островният замък в Тракай представлява разширение и укрепване на Полуостровния замък. Кейстутис премества седалището и съкровищницата си в този замък.
Замъкът е сериозно увреден при атака на Тевтонските рицари през 1377 г. След убийството на Кейстутис започва борбата за власт между Йогайло и Витаутас. Замъкът е бил обсаждан и от двете страни. След примирието между двамата започва втората фаза, която продължава до 1409 г. Тя е характерна със силно развитие. Обаче по време на примирието с тевтонците, работите са спрени от зидаря на ордена Радике, точно четири години преди битката при Грюнвалд.

### Втори период
По време на втората фаза са добавени две крила и шестетажен (висок 35 м) донжон в южната страна. Донжонът има подвижни врати, които разделят княжеския дворец от другата част на замъка. Той има няколко функции: допълнителна защита, а има и параклис и места за живеене. Той е свързан с многоетажния княжески дворец, който има вътрешен двор. В двора има дървени галерии, простиращи се около вътрешната стена, които са използвани за разполагане на различни защитни съоръжения без да се налага навлизане навътре в замъка.
Цялото южно крило на южния дворец е използвано като Княжеска зала. Размерите на залата са 10 x 21 м и единствено Горния замък в Укрепения комплекс във Вилнюс може да ѝ съперничи. Княжеската зала е запазила част от автентичния си интериор.
Основният структурен материал са т.нар. „червени готически тухли“. Каменни блокове са използвани само за основите и горните части на сградите, кулите и стените. Замъкът е украсен по много начини, като емайлирани покриви, препечени тухли и прозорци с цветни стъкла. Основния стил на сградата от втория период е готика с елементи от романски стил.

### Трети период
Разширяването на бака в началото на 15 век представлява третата фаза от строежа на замъка. Стените на бака са удебелени до 2,5 м и са построени още машикули. Три големи крепостни кули са построени по ъглите. Югозападната кула е използвана като затвор. Най-горните етажи на кулите са построени за войници и там са монтирани много оръдия. Основното помещение за охраната, по модела на княжеския дворец, има подвижни врати. То е укрепено чрез машикули. Близо до вътрешните стени са построени конюшни, кухни и защитни сгради. Когато замъкът претърпява това разширение, през 15 век, езерото Галве е с няколко метра по-дълбоко, отколкото е днес. Строителите на замъка се възползват от това, разделяйки княжеския дворец и бака с ров, достатъчно широк за малки лодки. Те са свързани с порти, които могат да се вдигнат в случай на вражеска атака.

## Падане
Островният замък в Тракай губи своето военно-стратегическо значение след битката при Грюнвалд, когато основният враг на Великото литовско княжество е унищожен от обединената полско-литовска армия. Замъкът е превърнат в резиденция и е украсен отвътре. Стените са украсени с фрески, които са частично запазени. В княжеския дворец са приемани чужди дипломати. Известно е, че Владислав II е посетил замъка 30 пъти между 1413 и 1430 г. През 1414 г. фламандският пътешественик Жилбер дьо Ланоа го описва така:
| „ | Старият замък седи на едната страна на езерото, а другият е построен в средата на друго езеро, на един оръдеен изстрел разстояние от другия. Той е напълно нов, построен от тухли във френски стил. | “ |

Великият княз Витаутас Велики умира в замъка без да бъде коронясан като крал на Литва през 1430 г. По времето на Зигмунт II Август замъкът за кратко е лятна кралска резиденция. До 1511 г. тук се пази Литовската метрика. По-късно е превърнат в затвор. По време на войните с Великото московско княжество през 17 век замъкът е силно повреден и никога повече не е ремонтиран. Постепенно той пада поради неподдържане.

## Възстановяване
През 19 век са подготвени планове за възстановяване на замъка. Първоначалните му фрески са прерисувани от Викентас Смакаускас. Имперската археологическа комисия описва останките му през 1888 г. През 1905 г. руските имперски власти решават частично да го възстановят. През Първата световна война немците водят свои специалисти, които няколко пъти опитват да реставрират замъка. През 1935-1941 г. са реставрирани части от княжеския дворец, удебелени са стените и е построена югоизточната бакова кула с част от стените на бака. Литовски и полски реставратори работят по проета, но работата спира при задълбочаването на Втората световна война. След нея, през 1946 г., започва мащабен възстановителен проект, по който започва активно да се работи през 1951-1952 г. Основната работа завършва през 1961 г. и готовият замък е в стил от 15 век.
Днес Островният замък в Тракай е голяма туристическа атракция.